# Regatul vizigot
Regatul vizigot, Spania vizigotă sau Regatul goților (în latină Regnum Gothorum) a ocupat ceea ce este acum sud-vestul Franței și Peninsula Iberică între secolele V-VIII. Unul dintre statele succesoare germanice ale Imperiului Roman de Apus, a fost creat inițial de către așezarea vizigoților sub conducerea regelui Wallia în provincia Gallia Aquitania din sud-vestul Galiei de către guvernul roman și apoi extins prin cucerire peste toată Hispania. Regatul și-a menținut independența față de Imperiul Roman de Răsărit sau Bizantin, ale cărui încercări de a restabili autoritatea romană în Hispania au avut succes parțial și de scurtă durată.
Vizigoții erau europeni centrali romanizați care se mutaseră spre vest de Valea Dunării. Au devenit foederați ai Romei și au vrut să restabilească ordinea romană împotriva hoardelor de vandali, alani și suebi. Imperiul Roman de Apus a căzut în 476 d.Hr.; prin urmare, vizigoții credeau că au dreptul de a lua teritoriile pe care Roma le promisese în Hispania în schimbul restabilirii ordinii romane. Sub conducerea regelui Euric — care a eliminat statutul de foederați — a început o înaintare triumfală a vizigoților.  Alarmat de expansiunea vizigoților din Aquitania după victoria asupra armatelor galo-romane și bretone  la Déols în 469, împăratul de Vest Anthemius a trimis o nouă armată peste Alpi împotriva lui Euric, care asedia Arles-ul. Armata romană a fost învinsă în bătălia de la Arles din apropiere, iar apoi Euric a capturat Arles și a asigurat o mare parte din sudul Galiei.
Denumit uneori Regnum Tolosae sau Regatul Toulouse după numele capitala sale Toulouse în istoriografia modernă, regatul și-a pierdut o mare parte din teritoriul său din Galia în fața francilor la începutul secolului al VI-lea, cu excepția fâșiei înguste de coastă a Septimaniei. Regatul secolelor al VI-lea și al VII-lea este uneori numit Regnum Toletanum sau Regatul Toledo după numele noi capitale  Toledo din Hispania. Un război civil care a început în 549 a dus la o invitație din partea vizigotului Athanagild, care uzurpase regalitatea împăratului bizantin Iustinian I să-i trimită soldați în ajutor. Athanagild și-a câștigat războiul, dar bizantinii au preluat Cartagena și o bună parte din sudul Hispaniei, până în 624 când Swinthila a expulzat ultimele garnizoane bizantine din peninsulă, ocupând Orcelis, pe care vizigoții o numeau Aurariola (azi Orihuela din provincia Alicante). Începând din anii 570, fratele lui Athanagild, Liuvigild, a compensat această pierdere prin cucerirea Regatului Suebi din Gallaecia (corespunzând aproximativ Galiției de astăzi și partea de nord a Portugaliei) și anexând-o și prin campanii repetate împotriva bascilor.
Distincția etnică dintre populația hispano-romană și vizigoți dispăruse cu mult până în acest timp (limba gotică și-a pierdut ultima funcție de limbă bisericească când vizigoții au renunțat la arianism în 589). Această nouă unitate și-a găsit expresia în persecuțiile din ce în ce mai severe împotriva străinilor, mai ales a evreilor. Codul vizigot, finalizat în 654, a abolit vechea tradiție de a avea legi diferite pentru hispano-romani și pentru vizigoți. În secolul al VII-lea au fost multe războaie civile între facțiunile aristocrației. În ciuda înregistrărilor bune lăsate de episcopii contemporani, cum ar fi Isidor și Leander de Sevilla, devine din ce în ce mai greu de a distinge goții de hispano-romani, deoarece aceștia s-au înrudit indisolubil. În ciuda acestor războaie civile, până în 625 d.Hr. vizigoții reușiseră să-i alunge pe bizantini din Hispania și își stabiliseră un punct de sprijin în portul Ceuta din Africa. Cea mai mare parte a Regatului vizigot a fost cucerită de trupele omeiade din Africa de Nord în 711. d.Hr., doar partea de nord a Hispaniei rămânând  sub controlul creștinilor. Acolo a fost creat Regatul medieval al Asturiei, când un nobil vizigot numit Pelagius a fost ales princeps de către asturii de origine celtică, care trăiau în munți, alături de populația vizigotă, care fugise de musulmani și se refugiase în Asturias, unde s-au alăturat lui Pelagius.
Vizigoții și primii lor regi au fost arieni și au intrat în conflict cu Biserica Catolică, dar după ce s-au convertit la creștinismul Niceean, Biserica a exercitat o influență enormă asupra afacerilor seculare prin Sinoadele de la Toledo. Vizigoții au dezvoltat, de asemenea, codul juridic extrem de influent, cunoscut în Europa de Vest sub numele de Codul Vizigot (în latină Liber Iudiciorum), care avea să devină baza legilor spaniole de-a lungul Evului Mediu.